# دالتون كونلي
دالتون كونلي (بالإنجليزية: Dalton Conley)‏ هو عالم اجتماع أمريكي، ولد في 1969.